# Amoroso (álbum)
Amoroso é um álbum do músico brasileiro João Gilberto. Foi lançado em 1977 e é considerado um dos trabalhos mais importantes de sua carreira. Em 2007, foi escolhido pela Rolling Stone Brasil como o 56° maior álbum da música brasileira. Foi indicado ao Grammy Awards em 1978. 

## Faixas
De acordo com o encarte do álbum.
1. "'S Wonderful"
2. "Estate"
3. "Tin Tin Por Tin Tin"
4. "Bésame Mucho"
5. "Wave"
6. "Caminhos Cruzados"
7. "Triste"
8. "Zingaro"